# Djiguiya De Koloni
Djiguiya De Koloni est une commune rurale du Mali de l'arrondissement de Doussoudiana, dans le cercle de Yanfolila et la région de Bougouni. Elle a pour chef-lieu la localité de Koloni.

## Villages
La commune s'étend sur 11 localités relevées lors du recensement général de 2009. 
Les villages les plus peuplés sont :
- Koloni (1 420 habitants)
- Tola (822 habitants)
- Gouana Bourakala (788 habitants)

La loi 2023-007 attribue à la commune 11 villages, fractions ou quartiers.
- Koloni
- Niomansala
- Bourakala
- Tola
- Bolokoro
- Tiéni
- Komansala
- Bembougou
- Linfra
- Djinétoumanina
- Gouanan-Bourakala